# Кипринское сельское поселение
Кипринское се́льское поселе́ние — муниципальное образование в Очёрском районе Пермского края Российской Федерации.
Административный центр — деревня Киприно.

## История
Статус и границы сельского поселения установлены Законом Пермской области от 10 ноября 2004 года № 1729-352 «Об утверждении границ и о наделении статусом муниципальных образований Очерского района Пермской области»

## Население
| 2010 | 2012 | 2013 | 2014 | 2015 | 2016 | 2017 |
| ---- | ---- | ---- | ---- | ---- | ---- | ---- |
| 975  | ↘956 | ↘936 | ↘901 | ↘878 | ↘830 | ↘827 |
| 2018 | 2019 |      |      |      |      |      |
| ↘787 | ↘743 |      |      |      |      |      |

## Состав сельского поселения
| №  | Населённый пункт | Тип населённого пункта          | Население |
| -- | ---------------- | ------------------------------- | --------- |
| 1  | Аршиново         | деревня                         | 7         |
| 2  | Березово         | деревня                         | 47        |
| 3  | Большие Бабики   | деревня                         | 0         |
| 4  | Бурдята          | деревня                         | 3         |
| 5  | Гилево           | деревня                         | 0         |
| 6  | Егорово          | деревня                         | 63        |
| 7  | Киприно          | деревня, административный центр | 352       |
| 8  | Ключи            | деревня                         | 0         |
| 9  | Кулики           | село                            | 266       |
| 10 | Малые Бабики     | деревня                         | 6         |
| 11 | Мартино          | деревня                         | 11        |
| 12 | Масалки          | деревня                         | 4         |
| 13 | Маштаки          | деревня                         | 0         |
| 14 | Пахомово         | деревня                         | 24        |
| 15 | Пепеляево        | деревня                         | 4         |
| 16 | Пурга            | деревня                         | 49        |
| 17 | Токари           | село                            | 130       |
| 18 | Уварово          | деревня                         | 9         |